# مقاطعة زابولكس-زاتمار-بيريج
مقاطعة زابولكس-زاتمار-بيريج (بالإنجليزية: Szabolcs-Szatmár-Bereg County)‏ هي مقاطعة في المجر، تتبع المجر، بلغ عدد سكانها 555٬496 نسمة، في 2011، عاصمتها نيرغهازا، تبلغ مساحتها 5٬935٫83 كيلومتر مربع.

## الموقع
تشترك في الحدود مع:
- زاكارباتيا أوبلاست.

## التقسيمات الإدارية
- Baktalórántháza District [الإنجليزية]‏
- Csenger District [الإنجليزية]‏
- Fehérgyarmat District [الإنجليزية]‏
- Ibrány District [الإنجليزية]‏
- Kemecse District [الإنجليزية]‏
- Kisvárda District [الإنجليزية]‏
- Mátészalka District [الإنجليزية]‏
- Nagykálló District [الإنجليزية]‏
- Nyírbátor District [الإنجليزية]‏
- Nyíregyháza District [الإنجليزية]‏
- Tiszavasvári District [الإنجليزية]‏
- Vásárosnamény District [الإنجليزية]‏
- Záhony District [الإنجليزية]‏.